# SPFPC
SPFPC (System Productivity Facility for Personal Computers) es un editor/compilador para Cobol, Clipper o cualquier lenguaje de programación orientado a entornos Host que careciera de entorno de desarrollo propio.
SPFPC puede utilizarse en DOS (Microsoft Windows)/OS2 no compilado.

## Versiones
La primera versión de este editor fue distribuida en junio de 1984 y su versión más estable y funcional la encontramos en la versión v4.0, que apareció en 1994 y que ya contaba con una opción de ayuda muy útil. Este editor fue vendido por Command Technology Corporation. Posteriormente aparecieron nuevas versiones como SPF/SE. Es muy similar a ISPF de IBM en lo que se refiere a comandos, menús y a su funcionamiento en general.